# Johann Christoph von Westerstetten

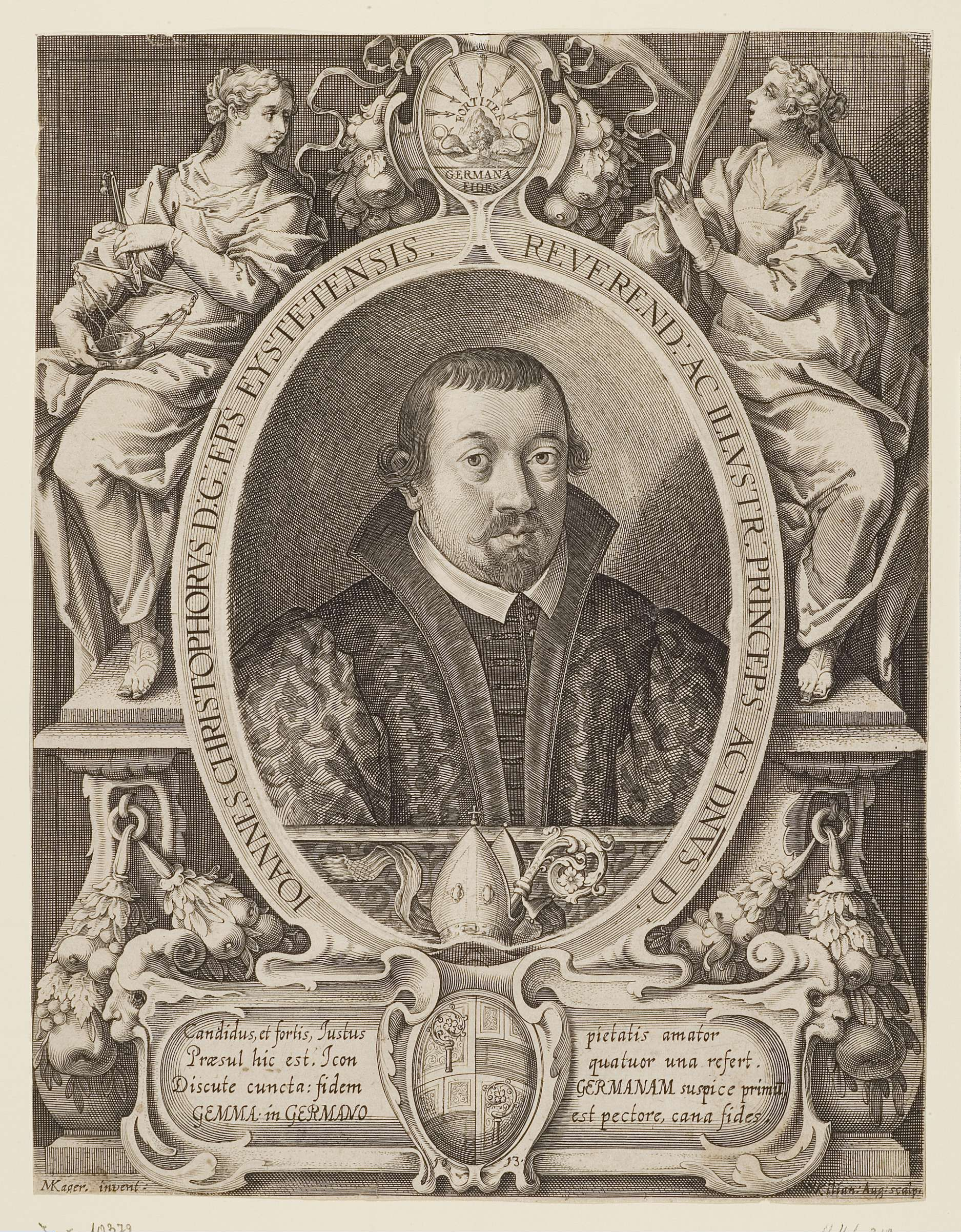
Johann Christoph von Westerstetten

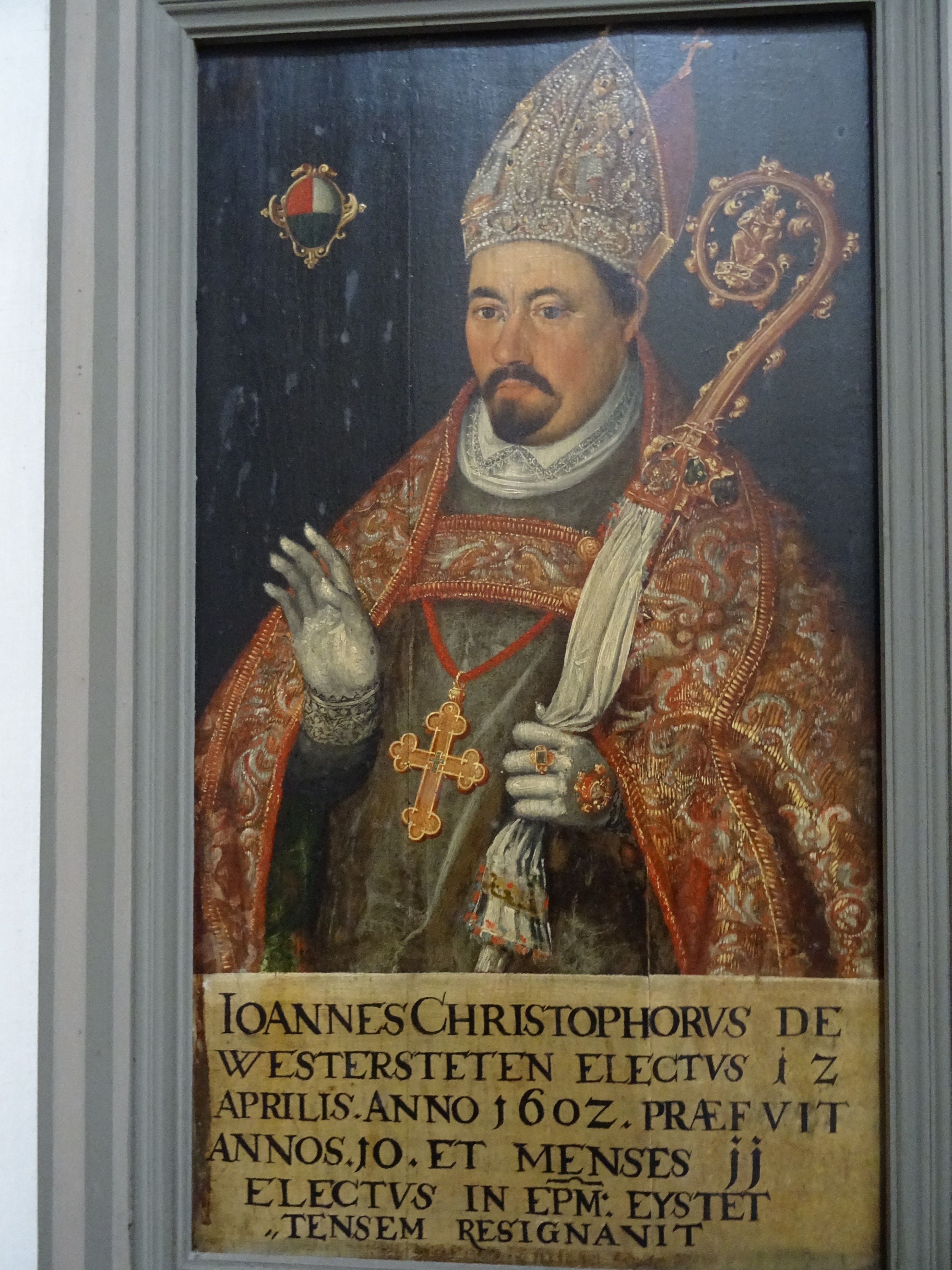
Johann Christoph von Westerstetten an der Tafel der Äbte und Fürstpröbste in der Basilika St. Vitus (Ellwangen)

Johann Christoph von Westerstetten (* 6. Januar 1563 auf Schloss Wasseralfingen; † 28. Juli 1637 in Eichstätt) war von 1612 bis 1637 Fürstbischof von Eichstätt, Gegenreformator und Hexenverfolger im Hochstift Eichstätt und in der Fürstprobstei Ellwangen.

## Herkunft und Ausbildung
Johann war Sohn von Wolfgang Rudolf von Westerstetten zu Altenberg, eines ellwangischen Pflegers zu Wasseralfingen, und von Ursula von Riedheim zu Wasseralfingen. Die von Westerstetten waren ein schwäbisches Ministerialengeschlecht. Er studierte ab 1575 an der Universität Dillingen, 1581 an der Universität Ingolstadt, 1584 an der Universität Dole.

## Kanoniker und Fürstpropst von Ellwangen
1575 wurde er Kanoniker des Stiftes Ellwangen, 1589 Kanoniker in Eichstätt, wo er von 1592 bis 1602 als Kapitelsdekan amtete und 1590 bis 1595 den sogenannten Ulmer Hof besaß. Von 1601 an wohnte er im Domherrenhof Lamberg am heutigen Residenzplatz. Zum Priester war er am 11. August 1589 in Augsburg geweiht worden. Ab 1600 war er gleichzeitig Dekan des Augsburger Domkapitels. Seit 1602 Koadjutor, wurde er am 24. Juli 1603 zum Fürstpropst der Fürstpropstei Ellwangen gewählt; das Amt hatte er zehn Jahre lang inne. 1603 bis 1608 baute er die Burg von Ellwangen zu einem vierflügligen Renaissance-Schloss mit achteckigen Eckturmaufsätzen um. Seit 1592 war er zugleich bischöflicher Rat in Eichstätt.

## Fürstbischof von Eichstätt
Am 4. Dezember 1612 wurde er vom Domkapitel zum Bischof von Eichstätt gewählt und am 14. April 1613 vom Augsburger Bischof zum Bischof geweiht. Sein Wahlspruch lautete: „Candide et fortiter“.
Der vom Geiste katholischer Reform erfüllte und an Jesuitenschulen erzogene Bischof berief 1614, Überlegungen und Pläne seiner Vorgänger aufgreifend, aber entgegen der Wahlkapitulation des Domkapitels, die Jesuiten nach Eichstätt, die zunächst als Seelsorger tätig wurden, dann aber von ihm die Leitung des Collegium Willibaldinum übertragen bekamen. Von Ellwangen hatte er bereits einen Jesuiten als Beichtvater mit nach Eichstätt gebracht. Das Jesuitenkollegium, bis 1769 der oberdeutschen Ordensprovinz angehörend, wurde noch am 19. Oktober desselben Jahres unter dem Superior und (ab 1616) Rektor Pater Nikolaus Gall eingerichtet; das Jesuitengymnasium umfasste bald die üblichen fünf Klassen der „Ratio Studiorum Societatis Jesu“ von 1586 bzw. 1599 und war im Kaisheimerhaus untergebracht. Vervollständigt wurde das Kollegium durch die Möglichkeit, Philosophie und Theologie zu studieren, sowie ab 1669 durch eine Prinzipistenschule außerhalb des Kolleggebäudes, in der Anwärter auf das Gymnasium Latein lernten. Die 200 bis 300 Scholaren wohnten „extern“, d. h. bei Privatpersonen in der Stadt, „intern“, im Kollegium, wohnten nur die Jesuitenkonventualen. 1616 übergab der Bischof den Jesuiten vorübergehend die von den Dominikanern genutzte Johanneskirche neben dem Dom. 1617 bis 1620 wurde die Kirche der Jesuiten neben dem Collegium Willibaldinum erbaut, die der Bischof zusammen mit den Bischöfen von Augsburg und Bamberg am 30. August persönlich weihte; sein Wappen im Giebelfeld wurde allerdings erst 1735 angebracht. Das Kollegium wurde unter Bischof Johann Christoph von 1624 bis 1626 neugebaut; als es mitsamt der Kirche am 12. Februar 1634 beim von den Schweden gelegten Stadtbrand zerstört wurde (die Jesuiten hatten sich in der Residenz des Bischofs, in der Willibaldsburg, in Sicherheit gebracht, während der Fürstbischof nach Ingolstadt geflohen war), kam es umgehend zum schrittweisen Wiederaufbau. Die auf ihre Unabhängigkeit bedachten Jesuiten hatten sich im Übrigen geweigert, die Leitung des 1626–1628 östlich der Stadtmauer am Graben erbauten bischöflichen Priesterseminars und Alumnats zu übernehmen, das dadurch als Bildungsstätte keine Bedeutung erlangen konnte. 1627 setzte der Bischof zwei Jesuiten für beständig nach Herrieden; die Niederlassung überstand jedoch nicht die Erstürmung der Stadt durch die Schweden 1633.
1617 führte der Bischof zur politischen Absicherung das Hochstift der Katholischen Liga zu und erwies sich dadurch als Parteigänger der bayerischen Politik.
In der Regierungszeit Johann Christophs konnte die Hälfte der verlorengegangenen Gebiete seines Bistums rekatholisiert werden. So kam nach der Heirat des Neuburger Herrschers Wolfgang Wilhelm von Pfalz-Neuburg 1613 mit einer katholischen Bayernprinzessin dessen im Diözesangebiet südlich gelegene Herrschaft und die südliche Oberpfalz zum katholischen Glauben zurück, indem der Katholizismus durch Landesgesetz dort wieder zur vorgeschriebenen Religion wurde. Auch führte der bayerische Herzog und spätere Kurfürst Maximilian I. in den ehemals kurpfälzischen, nunmehr bayerischen Gebieten der Oberpfalz 1622/23 wieder die katholische Konfession ein. Der konvertierte Neuburger Pfalzgraf sorgte schließlich dafür, dass auch in den Ämtern Hilpoltstein, Heideck und Allersberg die Gegenreformation zum Tragen kam.
In den katholisch gebliebenen Teilen seiner Diözese trieb der Bischof im Sinne des trientinischen Konzils die Reform voran, indem er die Pfarreien visitieren und in den Dekanaten Kapitelskongresse abhalten ließ. Hierzu erließ er ab 1621 Statuten. Auch förderte er die Volksfrömmigkeit und Heiligenverehrung und unterstützte religiöse Bruderschaften und Laien-Kongregationen. 1623 berief der Bischof für die Seelsorge des einfachen Volkes die Kapuziner nach Eichstätt und übergab ihnen das ehemalige Schottenkloster im Osten der Residenzstadt. Am 3. März 1623 wurde dort der Grundstein zu einer neuen Klosterkirche unter Einschluss des aus der Romanik stammenden Nachbaus des Heiligen Grabes gelegt, die am 12. Oktober desselben Jahres eingeweiht wurde. 1627 ließ er die drei elenden Heiligen von Etting feierlich erheben. 1629–1631 erbaute er die Pfarr- und Klosterkirche St. Walburg in Eichstätt neu.
1613 baute er an der Burg Wahrberg bei Aurach, die seit dem 13. Jahrhundert hochstiftisch-eichstättisch war. Das Hochstift vermehrte er 1617/18 durch Güter in Hausen und Pfalzpaint. 1617 wurde unter ihm die Pfarrkirche St. Ottmar in Enkering neu erbaut. 1618 verschaffte er seiner Residenzstadt ein Waisenhaus. 1622 kaufte er das Schloss Eybburg. 1630 erwarb er das Schloss Cronheim und verkaufte die obereichstättische Hammerschmiede von Hagenacker. Zusammen mit der Stadt Eichstätt wurde vom Bischof 1625 bis 1628 der Willibaldsbrunnen mit der wohl von Hans Krumpper gleichzeitig geschaffenen Bronzefigur des hl. Willibald vor dem Eichstätter Rathaus neu aufgebaut. 1629 ließ er die Pfarrkirche von Meilenhofen erbauen; zehn Jahre zuvor hatte er dort einen Pfarrhof errichten lassen. Den Residenzneubau seines Vorgängers Johann Konrad von Gemmingen setzte er fort und vollendete den südlichen Gemmingenflügel, legte aber darüber hinaus wegen der unruhigen Zeiten Wert auf die fortifikatorische Ausstattung der Burg; so ist sein Wappen nicht nur am Südflügel, sondern auch über dem Eingangstor zur Burg, in der Torhalle selbst und an der Schmiedbastion zu finden. Während die Burg den Schwedensturm 1634 einigermaßen überstand, wurde die Stadt zu drei Vierteln in Asche gelegt.

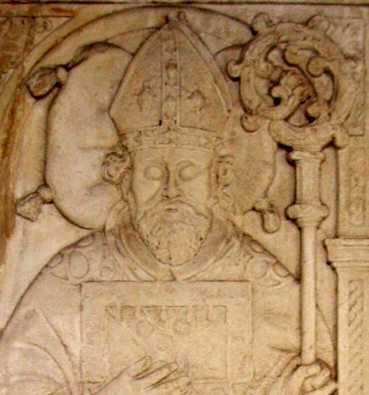
Porträt des Fürstbischofs Johann Christoph von Westerstetten auf seiner Grabplatte im Eichstätter Domkreuzgang

Am 21. Oktober 1636 wurde als Koadjutor Johann Christophs Domdekan Marquard II. Schenk von Castell mit dem Recht auf Nachfolge gewählt. Jedoch führte der resignierte Fürstbischof seine geistlichen und weltlichen Geschäfte bis kurz vor seinem Tod weiter. Als er ein halbes Jahr später starb, wurde er im Ostchor der Domkirche bestattet; seinem Wunsch, in der Jesuitenkirche beigesetzt zu werden, konnte wegen deren Zerstörung durch die Schweden nicht nachgekommen werden. Sein Grabstein befindet sich heute im Kreuzgang des Eichstätter Doms. Ein in Öl gemaltes Porträt des Bischofs zeigt das Domschatz- und Diözesanmuseum Eichstätt.

## Der Hexenverfolger
Johann Christoph von Westerstetten erwies sich bereits in seiner Ellwanger Zeit als systematischer Hexenverfolger und machte so Karriere.
Zum Ende seiner Amtszeit in Ellwangen fanden 1611 und 1612 dort ca. 260 Hinrichtungen wegen Hexerei statt.
Als Bischof von Eichstätt berief Johann Christoph von Westerstetten Jesuiten und Kapuziner in das Bistum und betrieb die Hexenverfolgung im Hochstift Eichstätt in wesentlich stärkerem Ausmaß als seine Vorgänger. Schon bei seinen Zeitgenossen galt er als einer der berüchtigten fränkischen Hexenbischöfe. Während seiner Amtszeit sind von 1613 bis 1630 im Hochstift Eichstätt mindestens 199 Hexenprozesse und 176 Hinrichtungen von 150 Frauen und 26 Männern wegen Hexerei nachweisbar.
Der Bamberger Weihbischof Friedrich Förner widmete Johann Christoph von Westerstetten seine im Jahr 1625 gedruckten Hexenpredigten.